# Ukrán Felkelő Hadsereg
Az Ukrán Felkelő Hadsereg, röviden UPA (ukránul: Українська повстанська армія, magyar átírásban: Ukrajinszka povsztanszka armija). 1942-ben az Ukrán Nacionalisták Szervezetének (OUN) mérsékelt és radikális szárnya összefogott és az ukrajnai nacionalista erők egyesítéséről rendelkeztek, mintegy „nemzeti hadsereg” szerepét felvállalva. Főparancsnoka Roman Suhevics lett és létszáma 1943 végére 100 ezer főre emelkedett. Az UPA katonái gyakorlatilag egyszerre harcoltak a németek és a szovjet partizánok ellen. Két tűz közé kerültek, hiszen a fasiszta propaganda az OUN-t a szovjet kormány ügynökeinek állította be, míg Sztálin az ukrán nemzeti mozgalom vezetőit a németekkel történő összeesküvéssel vádolta. Ez némileg beárnyékolta küldetésüket.

## A szovjet partizánok és az UPA közötti kapcsolatok
A szovjet partizánok és az UPA közötti kapcsolatok különleges helyet foglalnak el a katonatörténetben.
A szervezett gerillaháború szovjet stádiuma 1942. szeptember 5-én nyúlik vissza – Sztálin által aláírt 00189 számú "A partizán mozgalom feladatairól" parancs. Az első homályos és pontatlan jelentések a felkelő ellenállás formájáról a nyugat-ukrán régiókban 1942 végétől kezdődtek a partizán mozgalom ukrán központjában. Idővel a szovjet hírszerzés információja az ún Az "ukrán felkelő hadsereg" Moszkvába érkezett.
A partizánok és Sztepan Bandera közötti interakció kezdeti stádiuma a „fegyveres semlegesség” taktikáját követte. Amikor a szovjet partizánok megjelentek a nyugat-ukrajnai területeken, kezdetben inkább inkább nem ütköztek az ukrán nacionalistákkal a térségben fennálló helyzetük gyengesége, a lakosság támogatásának hiánya és a lázadók jól megerősített tüzelési vonalai miatt, amelyek szükségtelen veszteségeket okozhatnak a személyzet körében. A partizánok néha tárgyalásokat folytattak a lázadókkal és felkérték, hogy engedjék át őket a területükön. A nacionalisták válaszul arra kérték, hogy ne terjesszék a szovjet propagandát, és ne mozgósítsák a helyi lakosságot a partizánok körébe. A Szovjetunió 1942-ben Volhínia területére elküldött GRU és NKVD csoportjai hírszerzési feladatokkal rendelkeztek, nem kerestek konfrontációt az ukrán nacionalista földalatti résszel, ezért tárgyalásokat kezdtek velük.
A helyzet megváltozott, amikor Szidor Kovpak és Alekszandr Szaburov kirendeltségei Volhíniához érkeztek, akiket elsősorban szabotázs küldetésekkel szembesültek, és akik – saját erejük miatt – megengedhetik maguknak, hogy két ellenféllel egyszerre harcoljanak. A harmadik OUN-B konferencián a szovjet partizánokat elismerték fő ellenségként.
Az első jelentések az ukrán nacionalisták szovjet partizánok elleni fellépéséről 1943 elején kezdődtek. Az első összecsapás, amelyet az ukrán metró hivatalos jelentéseiben említettek, 1943. február 20-án történt. Ezen a napon Grigorij Pereginyak vezetésével egy UPA-század támadta meg a szovjet partizánok táborát Zamorocsennya falu közelében, szétszórták őket és elfogták trófeákat. Saját veszteségeik nélkül Bandera állítólag tizenöt partizánt ölt meg, három kunyhót égett, lovakat , élelmet és papírkészleteket zsákmányolt. Kovpak szerint 1943. február 26-án a Sumy-erők műveletet hajtottak végre az ukrán nacionalisták „megtisztítására” a Rivnei terület Ludvipol és Kosztopol körzetéből: „A művelet eredményeként 8 nacionalistát elfogtak, lefegyvereztek és szabadon engedtek a beszélgetés után. Ez az első összecsapás a nacionalistákkal. Számos faluban találkozókat és beszélgetéseket tartottunk a lakossággal a nacionalisták és káros munkájuk feltárása céljából. ”
1943. március 6–7-én éjjel egy OUN elkülönítés Bogusi faluban, a Slucs folyó partján (Rivnei terület) megtámadta a partizánok csoportját Dmitrij Medvegyev kirendeltségéből. A harc sok vörös partizánt megölt. Bandera március 16-án támadta meg őket a leválasztás szabotázscsoportja ellen. A Vörös Hadsereg 24. évfordulója Alekszandr Szaburov csatlakozása óta egy partizán elfogta és meggyilkolta. Ezenkívül 1943. március–áprilisban folytatódtak a csapások – többek között a Medvegyev kirendeltséggel, valamint az USPD formációkkal is.
A szovjet partizánok elleni harcban az OUN és az UPA jelentős sikereket ért el. Sikerült bonyolítani a partizánok harci tevékenységeit Volhínia és Polesie számos területén, és megakadályozni a német kommunikáció szabotázsműveleteit. Az UPA nagymértékben képes volt megzavarni a partizán formációknak a Galícia és a Kárpátok területére való bevezetését 1943-ban a németországi kommunikációval kapcsolatos partizán formációk számára. A nacionalisták nem engedték meg, hogy a partizánok teljes mértékben kihasználják a nyugat-ukrajnai területek gazdasági potenciálját, ami szintén negatívan befolyásolta a partizánok harci képességét. Az UPA sikeresen megsemmisítette a repülőgépekről Volhínia területére eső kis leszállási csoportokat, és megpróbálta kitépni a nyugat-ukrajnai parasztok mobilizációs potenciálját a szovjet partizánoktól. De a kísérletek, hogy teljesen legyőzzék a vörös partizánokat, vagy küldjék ügynökeiket a partizán különlegességekhez, hogy elpusztítsák a parancsnokokat, hiába értek.
Meg kell jegyezni, hogy egyes esetekben a partizánok és Bandera egyesítették és közös katonai műveleteket folytattak a nácik ellen. Például 1943 januárjában az ukrán partizán mozgalom egyik vezetője, Anton Brinszkij tárgyalásokat folytatott Banderával az együttműködésről, és sikerült bizonyos eredményeket elérni. Tanúvallomása szerint néhány UPA vadászgép bombáit és más szabotázsokat, valamint Brinszkij kérésére 1943 márciusában támadta meg Kobel börtönét, és annak elkülönítésével együtt 1943 márciusában támadta meg Kovel börtönét, és szabadon engedte a foglyokat. A kirendelés és az UPA közötti viszonylagos megbékélés 1943 áprilisáig tartott. A német dokumentumban, a Nemzeti-Ukrán gengsztermozgalomban megemlítették, hogy az UPA-t néha szovjet repülőgépekkel látják el fegyverekkel.
1943. március 23-án Nyikita Hruscsov küldött Szidor Kovpak kirendeltségé.

## UPA együttműködés Magyarországgal
A magyarokkal folytatott tárgyalások során az ukrán nacionalisták érték el a legnagyobb sikert.
Az ukrán Kárpátok helyzetében az OUN hozzáállása a második világháború elején a magyarokhoz negatív volt, ám ezek nem vezettek erőszakos cselekedetekhez. Az első tárgyalások az OUN és a magyar erők között Volynban zajlottak, és helyi jellegűek voltak. Az UPA egységei és a helyi magyar csapatok között alakult 1943 januárjában. A felek megállapodtak a kölcsönös semlegességről. Az UPA bizonyos mennyiségű fegyvert kapott élelmiszerért és állatokért cserébe. Magasabb szinten a magyarok és az UPA közötti tárgyalások 1943 augusztusában kezdődtek, és 1943 október 9-én megállapodást kötöttek az UPA és a magyarok között. 1943 novemberében, Budapesten, a Magyar Fegyveres Erők Főparancsnoka és az UPA vezetése végleges megállapodást értek el a semlegességről - a magyar csapatok megtagadták az UPA és Ukrajna helyi lakosságának elleni büntető intézkedéseket, az UPA pedig elutasította a magyar hadsereg elleni fegyveres harcot. Ezenkívül a megállapodás előírta, hogy a magyar csapatok fegyvereket, drogokat és különféle felszereléseket szállíthatnak az UPA számára. A szárazföldön a megállapodást ideiglenesen lezárta a magyar oldal, amelynek katonái továbbra is élelmet gyűjtöttek az ukrán helyi lakosságtól. UPA ugyanakkor üdvözlőlapokat küldött a magyar hadsereg katonáinak. Például egy, a magyar katonáknak címzett és 1944 januárjában kiadott szórólapban az UPA felszólította a magyar katonákat, hogy ne ellenezzék az UPA-t, hanem segítsenek neki.
Megőriztek dokumentumokat az UPA cselekedeteiről a 16. magyar gyalogos divízióval szemben a mai Ivano-Frankivszk régióbeli Stanislavschinában. Ezekben az esetekben ezek az akciók azzal kezdődtek, hogy a magyarok a helyi lakossággal együtt ettek, majd ez a közeledő front miatt a békés együttlét véget ért, és mindkét fél úgy döntött, hogy megállítja a vérontást. A lázadók nemcsak fedezték a magyarság visszavonulását, hanem baráti áron elvitték őket. Az 1944. április 4-i, 1028. keleti helyzetjelentés megemlítette, hogy komoly összecsapás történt az UPA és a Szigorúttól 37 km-re délre fekvő magyarok között, de annak eredményei nem ismertek.